# Liste des pays d'Amérique du Nord

## Pays et dépendances
- Département d'outre-mer, Territoire britannique d'outre-mer, Liste des dépendances et territoires à souveraineté spéciale
- Territoires revendiqués par les États-Unis
- Amérique centrale et/ou Caraïbes[1]
- Amérique du Nord[2]

| Diminutif                          | Nom original                                          | Drapeau                             | Capitale                                   | Monnaie                           | Différents noms                                       | Blason |
| ---------------------------------- | ----------------------------------------------------- | ----------------------------------- | ------------------------------------------ | --------------------------------- | ----------------------------------------------------- | ------ |
| Anguilla                           | Anguilla                                              | Drapeau d'Anguilla                  | The Valley-Londres                         | Dollar des Caraïbes orientales    | anglais : Anguilla                                    |        |
| Antigua-et-Barbuda                 | Antigua-et-Barbuda                                    |                                     | Saint John's                               | Dollar des Caraïbes orientales    | anglais : Antigua and Barbuda                         |        |
| Curaçao                            | Curaçao                                               |                                     | Willemstad-Amsterdam                       | Florin des Antilles néerlandaises | néerlandais : Curaçao                                 |        |
| Pays-Bas caribéens                 | Pays-Bas caribéens                                    |                                     | Amsterdam                                  | Dollar américain                  | néerlandais : Caribisch Nederland                     |        |
| Saint-Martin (partie néerlandaise) | Saint-Martin                                          |                                     | Philipsburg-Amsterdam                      | Florin des Antilles néerlandaises | néerlandais : Sint-Maarten                            |        |
| Aruba                              | Aruba                                                 | Drapeau d'Aruba                     | Oranjestad-Amsterdam                       | Florin arubais                    | néerlandais : Aruba                                   |        |
| Bahamas                            | Commonwealth des Bahamas                              | Drapeau des Bahamas                 | Nassau                                     | Dollar bahaméen                   | anglais : Bahamas                                     |        |
| Barbados                           | Barbados                                              |                                     | Bridgetown                                 | Dollar barbadien                  | anglais : Barbados                                    |        |
| Belize                             | Belize                                                | Drapeau du Belize                   | Belmopan                                   | Dollar bélizien                   | anglais : Belizeespagnol : Belice                     |        |
| Bermudes                           | Bermudes                                              |                                     | Hamilton-Londres                           | Dollar bermudien                  | anglais : Bermudaportugais : Bermuda                  |        |
| Canada                             | Canada                                                | Drapeau du Canada                   | Ottawa                                     | Dollar canadien                   | anglais : Canadafrançais : Canada                     |        |
| Costa Rica                         | République de Costa Rica                              | Drapeau du Costa Rica               | San José                                   | Colón costaricien                 | espagnol : Costa Rica                                 |        |
| Cuba                               | République de Cuba                                    | Drapeau de Cuba                     | La Havane                                  | Peso cubain, Chavito              | espagnol : Cuba                                       |        |
| Dominique                          | Commonwealth de Dominique                             |                                     | Roseau                                     | Dollar des Caraïbes orientales    | anglais : Dominica                                    | --     |
| Salvador                           | République du Salvador                                | Drapeau du Salvador                 | San Salvador                               | Dollar américain                  | espagnol : El Salvador                                |        |
| États-Unis                         | États-Unis d'Amérique                                 | Drapeau des États-Unis              | Washington                                 | Dollar américain                  | anglais : United States                               |        |
| Groenland                          | Groenland                                             |                                     | Nuuk-Copenhague                            | Couronne danoise                  | danois : Grønland                                     |        |
| Grenade                            | Grenade                                               |                                     | Saint-Georges                              | Dollar des Caraïbes orientales    | anglais : Grenada                                     | --     |
| Guadeloupe                         | Guadeloupe                                            | Drapeau de la Guadeloupe            | Basse-Terre-Paris                          | Euro                              | français : Guadeloupe                                 |        |
| Guatemala                          | République de Guatemala                               | Drapeau du Guatemala                | Guatemala                                  | Quetzal guatémaltèque             | espagnol : Guatemala                                  |        |
| Haïti                              | République d'Haïti                                    |                                     | Port-au-Prince                             | Gourde haïtienne                  | français : Haïti                                      |        |
| Honduras                           | République du Honduras                                | Drapeau du Honduras                 | Tegucigalpa                                | Lempira hondurien                 | espagnol : Honduras                                   |        |
| Îles Caïmans                       | Îles Caïmans                                          |                                     | George Town-Londres                        | Dollar des îles Caïmans           | anglais : Cayman Islands                              |        |
| Île de Clipperton                  | Île de Clipperton                                     | Drapeau de la France                | Paris                                      | Euro                              | français : Île de la Passion                          |        |
| Île de la Navasse                  | Île de la Navasse                                     | Drapeau des États-Unis              | Washington                                 | Dollar américain                  | anglais : Navasse Island                              |        |
| Îles Turks-et-Caïcos               | Îles Turks-et-Caïcos                                  |                                     | Cockburn Town-Londres                      | Dollar américain                  | anglais : Turks and Caicos Islands                    |        |
| Îles Vierges britanniques          | Îles Vierges britanniques                             |                                     | Road Town-Londres                          | Dollar américain                  | anglais : British Virgin Islands                      |        |
| Îles Vierges des États-Unis        | Îles Vierges des États-Unis                           |                                     | Charlotte Amalie-Washington                | Dollar américain                  | anglais : United States Virgin Islands                |        |
| Jamaïque                           | Jamaïque                                              | Drapeau de la Jamaïque              | Kingston                                   | Dollar jamaïcain                  | anglais : Jamaica                                     |        |
| Martinique                         | Martinique                                            | Drapeau de la Martinique            | Fort-de-France-Paris                       | Euro                              | français : Martinique                                 |        |
| Mexique                            | États-Unis du Mexique                                 | Drapeau du Mexique                  | Mexico                                     | Peso mexicain                     | espagnol : México                                     |        |
| Montserrat                         | Montserrat                                            |                                     | Plymouth-Londres                           | Dollar des Caraïbes orientales    | anglais : Montserrat                                  |        |
| Nicaragua                          | République of Nicaragua                               | Drapeau du Nicaragua                | Managua                                    | Cordoba nicaraguayen              | espagnol : Nicaragua                                  |        |
| Panama                             | République de Panama                                  | Drapeau du Panama                   | Panama                                     | Balboa panaméen, dollar américain | espagnol : Panamá                                     |        |
| Banc de Bajo Nuevo                 | Banc de Bajo Nuevo                                    | Drapeau des États-Unis              | Washington                                 | Dollar américain                  | anglais : Bajo nuevo bank                             |        |
| Porto Rico                         | Commonwealth de Puerto Rico                           | Drapeau de Porto Rico               | San Juan-Washington                        | Dollar américain                  | espagnol : Puerto Ricoanglais : Puerto Rico           |        |
| République dominicaine             | République dominicaine                                |                                     | Santo Domingo                              | Peso dominicain                   | espagnol : República Dominicana                       |        |
| Saint-Barthélemy                   | Collectivité de Saint-Barthélemy                      | Drapeau de Saint-Barthélemy         | Gustavia-Paris                             | Euro                              | français : Saint-Barthélemy                           |        |
| Saint-Christophe-et-Niévès         | Fédération de Saint-Christophe-et-Niévès              |                                     | Basseterre                                 | Dollar des Caraïbes orientales    | anglais : Saint Kitts and Nevis                       |        |
| Sainte-Lucie                       | Sainte-Lucie                                          |                                     | Castries                                   | Dollar des Caraïbes orientales    | anglais : Saint Lucia                                 | --     |
| Saint Martin (partie française)    | Collectivité de Saint Martin                          | Drapeau de Saint-Martin             | Marigot-Paris                              | Euro                              | français : Saint-Martin                               | --     |
| Saint-Pierre-et-Miquelon           | Collectivité territoriale de Saint-Pierre-et-Miquelon | Drapeau de Saint-Pierre-et-Miquelon | Saint-Pierre-Paris                         | Euro                              | français : Saint-Pierre-et-Miquelon                   |        |
| Saint-Vincent-et-les-Grenadines    | Saint-Vincent-et-les-Grenadines                       |                                     | Kingstown                                  | Dollar des Caraïbes orientales    | anglais : Saint Vincent and the Grenadines            | --     |
| Banc de Serranilla                 | Banc de Serranilla                                    | Drapeau des États-Unis              | Bogota depuis 1928 contesté par Washington |                                   | espagnol : banco Serranilla anglais : Serranilla Bank |        |
| Trinité-et-Tobago                  | République de Trinité-et-Tobago                       |                                     | Port-d'Espagne                             | Dollar trinidadien                | anglais : Trinidad and Tobago                         |        |